# ورزشگاه باشگاه ورزشی ارتش (اودسا)
ورزشگاه باشگاه ورزشی ارتش (به لاتین: Army Sports Club Stadium) یک ورزشگاه در اوکراین است که در اودسا واقع شده‌است.